# 野口英夫
野口 英夫（のぐち えいふ、1856年10月1日（安政3年9月3日） - 1922年（大正11年）2月20日）は、日本の実業家、政治家。山梨日日新聞社長。山梨県会議員。甲府市会議員。族籍は山梨県平民。

## 人物
徳島県板野郡大山村（現・上板町）出身。野口亀之助の四男。野口惣十郎の弟。初め徳島の碩儒・橋本晩翠の門に学んだ。上京し同人社に入り、中村正直、栗本鋤雲等に就いて漢英学を修めた。1879年、甲府日日新聞主筆。
1884年、山梨県会議員に当選、4期務めた。1885年、分かれて一家を創立した。1890年、甲府市会議員に当選。1899年1月16日に甲府市会議長に就任し、1900年1月6日に退任した。住所は山梨県甲府市百石町。

## 家族・親族
野口家
- 妻・いし（1863年 - ?、山梨、塩見安兵衛の長女）[3][4][5]
- 長男・虎吉（1890年 - ?、上海三井物産会社肥料部主任）[4][7]
- 二男・二郎[3][8]（1900年 - 1976年、甲府市長、山梨放送会長、山梨日日新聞会長）
- 長女・ゆき（1880年 - ?、茨城、元山梨県師範学校校長・太田秀穂の妻）[3][5][8]
- 二女・ふみ（1888年 - ?、工学博士浅川権八の妻）[8]